# Karl Köhle
Karl Köhle (* 4. Dezember 1919, weitere Lebensdaten unbekannt) ist ein ehemaliger deutscher Fußballspieler, der von 1945 bis 1951 für den TSV 1860 München und den FC Bayern München in der Oberliga Süd aktiv war.

## Karriere
Nachdem Köhle in der Saison 1945/46 für den TSV 1860 München gespielt hatte, wechselte er zur Saison 1946/47 zum Lokalrivalen FC Bayern München. Für die Bayern absolvierte er fünf Spielzeiten. In seiner Premierensaison absolvierte er 26 von 40 Punktspielen, in denen er elf Tore erzielte. Sein Debüt für den FC Bayern München gab er am 17. November 1946 (8. Spieltag) im Stadion an der Grünwalder Straße beim 5:1-Sieg gegen den BC Augsburg. Sein erstes Tor erzielte er am 26. Januar 1947 (18. Spieltag) beim 7:2-Sieg im Heimspiel gegen die Kickers aus Offenbach. Am 9. Februar 1947 (20. Spieltag) und am 1. Juni 1947 (34. Spieltag) gelang ihm beim 4:1-Sieg im Heimspiel gegen den VfR Mannheim und beim 2:0-Sieg beim TSV 1860 München im 110. Münchener Derby jeweils ein Doppeltorerfolg. Außerdem traf er am 4. Mai 1947 gegen Stuttgart (30. Spieltag) zweimal.
In der Saison 1947/48 kam er 27 Mal zum Einsatz und erzielte ein Tor, das ihm auch in 26 Punktspielen der Folgesaison gelang. 1949/50 spielte er noch viermal, blieb dabei aber torlos. Auch in seiner letzten Saison, in der er seine letzten acht Punktspiele bestritt, blieb er ohne Torerfolg.